# Agrostistachys coriacea
Agrostistachys borneensis là một loàithực vật thuộc họ Euphorbiaceae. Đây là loài đặc hữu của Sri Lanka.

## Hình ảnh

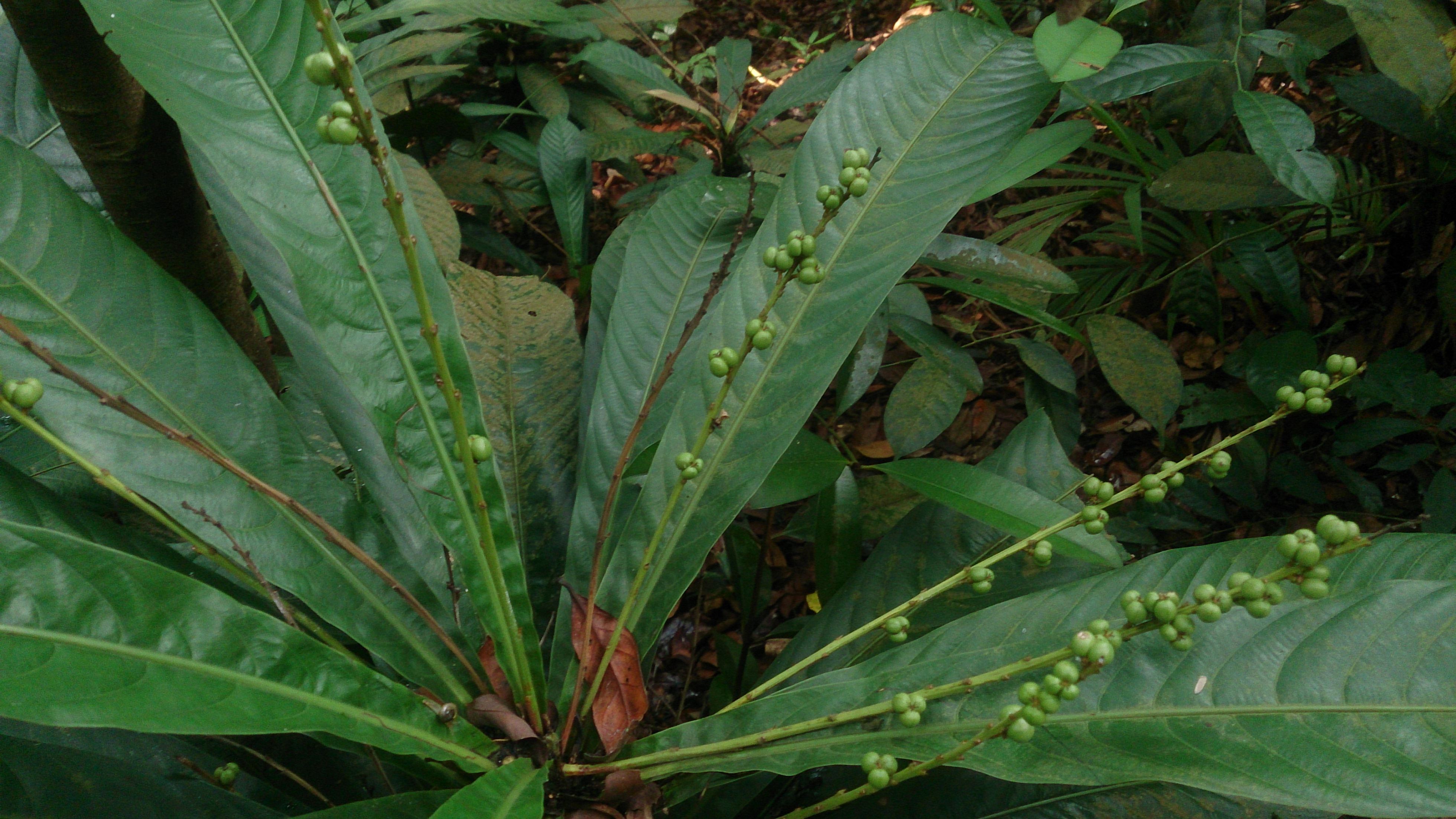
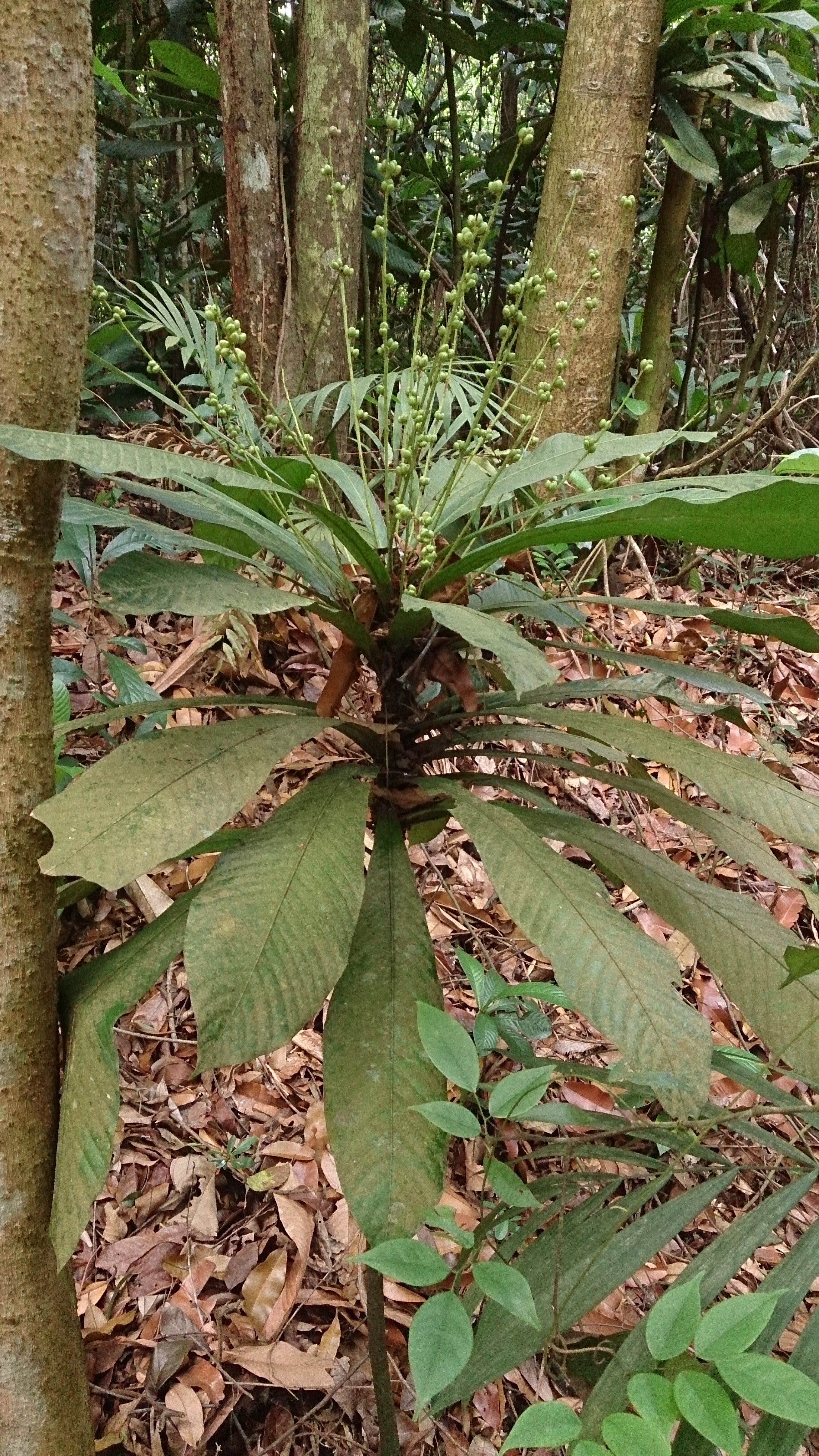
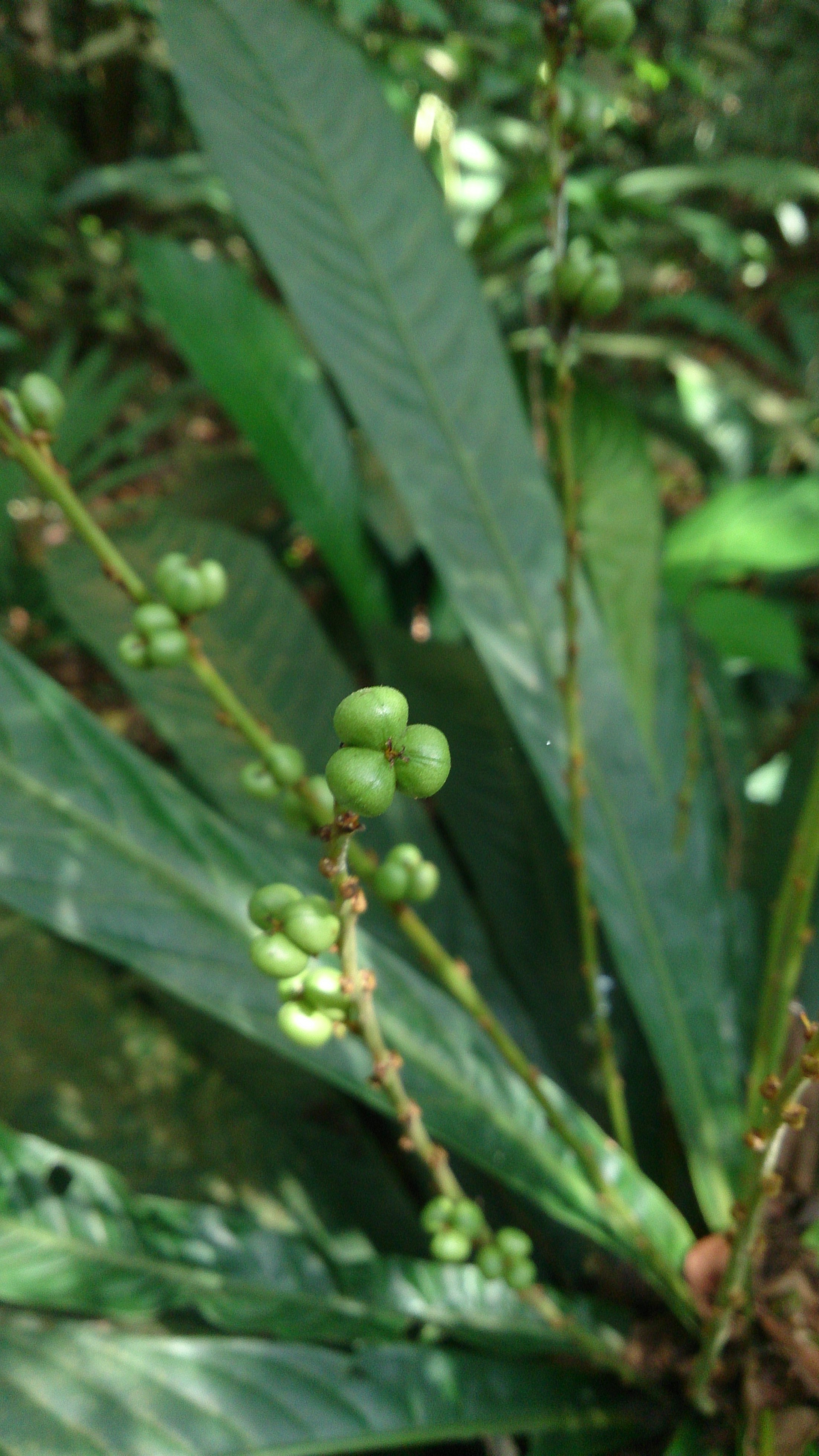
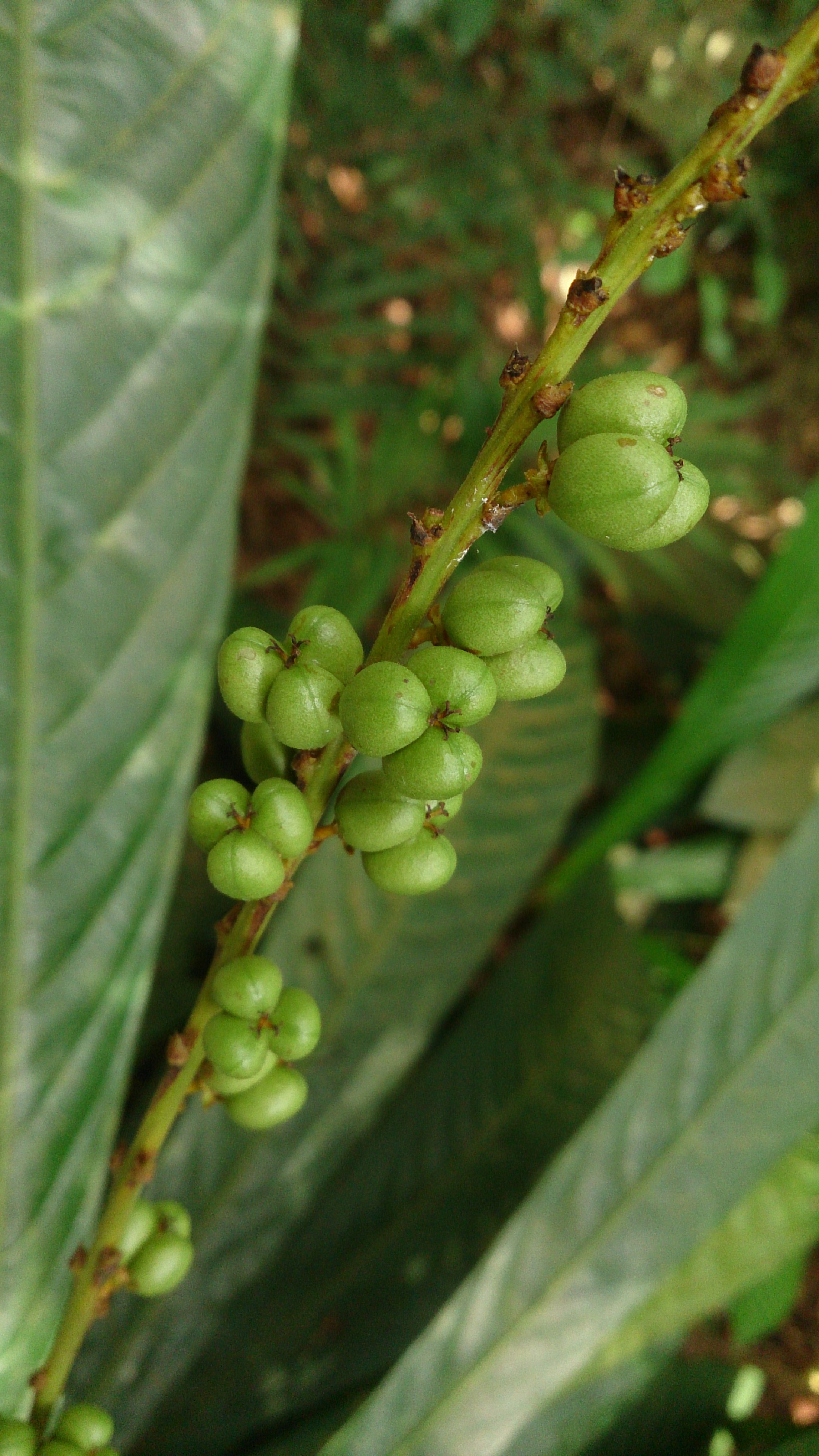